# Attrazioni omicide (film 1991)
Attrazioni omicide (Deadly Intentions... Again?) è un film per la televisione del 1991 diretto da James Steven Sadwith. È il seguito del film che si chiama anch'esso Attrazioni omicide del 1985.

## Trama
Il dottor Charles Raynor, sei anni prima aveva tentato di uccidere sua moglie rivelando così la sua natura da psicopatico attratto dal sangue. Dopo essere uscito di prigione, Charles vive felicemente con la sua nuova moglie Sally, ma l'incubo si appresta a tornare.